# Mateja Đurović
Mateja Đurović (serbisch-kyrillisch Матеја Ђуровић; * 26. September 1984 in Belgrad) ist ein serbischer Jurist und Richter am Europäischen Gerichtshof für Menschenrechte.

## Leben und Wirken
Đurović studierte Rechtswissenschaften an der Universität Belgrad, wo er 2007 seinen Abschluss machte. Anschließend besuchte er die University of Cambridge, wo er 2009 den Titel Master of Laws erwarb. Am Europäischen Hochschulinstitut in Florenz erwarb er zudem ein Jahr später den Titel Master in Comparative, European and International Law. Dort wurde Đurović 2014 mit einer Schrift über das europäische Vertrags- und Handelsrecht zum Dr. iur. promoviert. Ab 2015 war er als Assistenzprofessor an der Universität Hongkong tätig, bevor er 2017 in gleicher Stellung an das King’s College London wechselte. Dort stieg er 2019 zum außerordentlichen und 2023 zum ordentlichen Professor auf. Zuletzt hatte er einen Lehrstuhl für Recht und Technologie inne und war Direktor des dortigen Instituts für Digital Law. Seine Forschungsschwerpunkte liegen im Schutz nominell schwächerer Vertragsparteien sowie im Daten- und Verbraucherschutzrecht und jüngst im Recht der künstlichen Intelligenzen.
Im Juni 2024 wurde Đurović als Vertreter Serbiens zum Richter am Europäischen Gerichtshof für Menschenrechte gewählt und setzte sich bei der Wahl unter anderem gegen Nataša Plavšić durch. Er trat seine voraussichtlich neunjährige Amtszeit am 16. September 2024 an.